# Gornji Rsojevići
Gornji Rsojevići este un sat din comuna Danilovgrad, Muntenegru. Conform datelor de la recensământul din 2003, localitatea are 27 de locuitori (la recensământul din 1991 erau 55 de locuitori).

## Demografie
În satul Gornji Rsojevići locuiesc 23 de persoane adulte, iar vârsta medie a populației este de 47,9 de ani (48,2 la bărbați și 47,6 la femei). În localitate sunt 9 gospodării, iar numărul mediu de membri în gospodărie este de 3,00.
|  |

| Demografie | Demografie | Demografie |
| An         | Locuitori  | Locuitori  |
| ---------- | ---------- | ---------- |
|            |            |            |
|            |            |            |
|            |            |            |
|            |            |            |
| 1948       | 151        |            |
| 1953       | 164        |            |
| 1961       | 153        |            |
| 1971       | 132        |            |
| 1981       | 93         |            |
| 1991       | 55         | 55         |
| 2003       | 27         | 27         |

| \| Componența etnică conform recensământului din 2003[2] \| Componența etnică conform recensământului din 2003[2] \| Componența etnică conform recensământului din 2003[2] \| Componența etnică conform recensământului din 2003[2] \| Componența etnică conform recensământului din 2003[2] \| \| ----------------------------------------------------- \| ----------------------------------------------------- \| ----------------------------------------------------- \| ----------------------------------------------------- \| ----------------------------------------------------- \| \| \| \| \| \| \| \| Muntenegreni \| Muntenegreni \| \| 24 \| 88,88% \| \| Sârbi \| Sârbi \| \| 3 \| 11,11% \| \| necunoscută \| necunoscută \| \| 0 \| 0% \| |              |  |    |        |
| Componența etnică conform recensământului din 2003 |              |  |    |        |
| |              |  |    |        |
| Muntenegreni | Muntenegreni |  | 24 | 88,88% |
| Sârbi | Sârbi        |  | 3  | 11,11% |
| necunoscută | necunoscută  |  | 0  | 0%     |